# گاوماهی‌سانیان
گاوماهی‌سانیان (نام علمی: Gobioidei) نام یک زیرراسته از راسته سوف‌ماهی‌سانان است.